# Universiteit van Aarhus
De Universiteit van Aarhus (Deens: Aarhus Universitet, afkorting: AU) is een universiteit in de Deense stad Aarhus. Het is de grootste hogeronderwijsinstelling in Denemarken. In de Deense naam van de universiteit wordt de naam van de stad nog steeds op de klassieke manier gespeld. In de meeste ranglijsten wordt de universiteit tot de top 100 van de wereld gerekend. Onder andere Niels Bohr, Jens Christian Skou en Dale T. Mortensen zijn wetenschappers verbonden aan de universiteit die een Nobel-prijs hebben gewonnen.
De universiteit is in 1928 opgericht, waarmee het de op een na oudste universiteit van het land is.

## Geschiedenis

### Eerste ontwikkelingen
Op 11 september 1928 werd de universiteit door particulieren gesticht onder de naam 'Universitetsundervisningen i Jylland' (Universiteitsopleiding in Jutland). Het werd de eerste universiteit op het Deense vasteland, waardoor studenten uit Jutland niet meer naar Kopenhagen of Duitsland hoefden. De opleiding begon met vijf professoren in de vakgebieden filosofie, Duits, Deens, Engels en Frans. Zij gaven in eerst instantie les aan 60 studenten. In 1929 gaf het stadsbestuur de universiteit een gebied wat toen nog buiten het centrum lag. Het was een gebied van zacht rollende heuvels. Dit is de locatie van de huidige campus. Het ontwerp van de gebouwen op de campus werd toegewezen aan architecten C. F. Møller, Kay Fisker en Povl Stegmann, welke de wedstrijd ervoor wonnen in 1931. Elk nieuw gebouw, groot of klein, moet heden ten dage nog steeds worden goedgekeurd door hetzelfde bureau. De eerste gebouwen waren de afdeling van Scheikunde, Natuurkunde en anatomie en werden geopend op 11 september 1933, in hetzelfde jaar als de naam 'Aarhus Universitet' als eerste werd gebruikt. De aanbouw van de gebouwen werd geheel door donaties gefinancierd, met een totaalbedrag van 935,000 Dkr, met totale oppervlakte aan gebouwen van 4,190m2. Een van de meest genereuze schenkers was 'De Forenede Teglværker i Aarhus' ("De Verenigde Tegelwerkers van Aarhus"), geleid door directeur K. Nymark. Forenede Teglværker besloot 1 miljoen gele bakstenen te schenken, ter waarde van 50,000 Dkr. Later besloot hij dit uit te breiden naar alle gele bouwstenen die nodig waren. Deze typerende kleur is vandaag de dag nog duidelijk herkenbaar op de camps van de universiteit.
In de volgende jaren werden steeds meer vakgebieden toegevoegd. In 1933 kwam geneeskunde bij het onderwijsaanbod, in 1936 economie en recht, in 1942 theologie, in 1954 wiskunde en natuurwetenschappen, in 1958 politicologie en in 1968 psychologie.
Door een nieuwe hogeronderwijswet was de universiteit vanaf 1970 in eigendom van de Deense staat. Op 1 januari 2007 werden de 'Handelshogeschool Århus', het 'Deens Instituut voor Agrarisch Onderzoek' en het 'Nationaal Instituut voor Milieuonderzoek' onderdeel van de universiteit als nieuwe faculteiten.

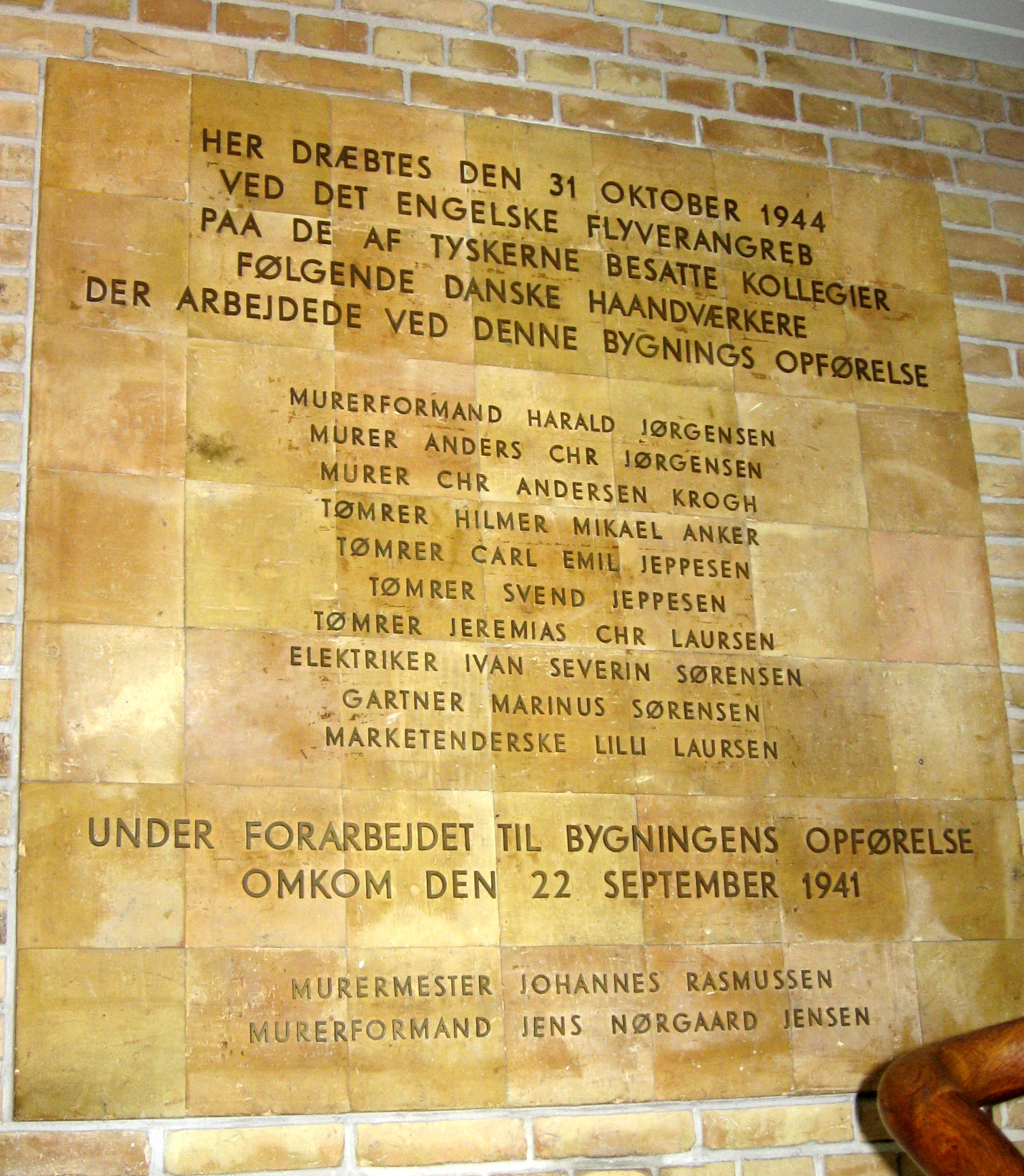
Gedenksteen ter nagedachtenis van de 10 slachtoffers die omgekomen zijn tijdens een bombardement in 1944 en de twee werkers die tijdens de bouw van de afdeling in 1941 zijn omgekomen.

### Latere ontwikkelingen
Tegenwoordig telt de universiteit ongeveer 43,600 studenten, waarvan een toenemend aantal van buiten Denemarken komt.

## Campus
Een van de meer unieke eigenschappen van de universiteit is dat Aarhus een grote campus heeft, iets wat de meeste andere universiteiten in Denemarken niet hebben. De campus is zeer centraal gelegen in de stad en is fietsend enkele minuten van het centrum verwijderd.
Het Universiteitspark is uitgebreid door de jaren heen. De unieke en uniforme stijl van de campus en zijn gebouwen heeft zodoende meerdere prijzen gewonnen in binnen en buitenland. De universiteit heeft ook een kleine campus in Kopenhagen, waar de programma's voor educatie en pedagogie zijn gevestigd. In de stad Herning is ook een kleine campus waar enkele programma's in business, bouwkunde en technologie zijn gevestigd.

## Academica
Per 1 oktober 2011 zijn er meer dan 34,000 studenten aangemeld bij Aarhus Universiteit. Elk jaar komen meer dan 1000 buitenlandse studenten naar de universiteit voor een Erasmus-gerelateerde uitwisseling van 1 of 2 semesters. In 2009 waren er bijna 3000 aanmeldingen voor een volledige Bachelor, Master of PhD. Aarhus Universiteit is een internationale universiteit met een groot aandeel studenten op het Master-niveau. De verdeling tussen Bachelor en Master is ongeveer 50% om 50%. In 2011 werden 59 van de 113 beschikbare Master programma's gegeven in het Engels.

### Faculteiten
- 'Faculteit voor geesteswetenschappen', voorheen 'faculteit voor de kunsten', opgericht in 1928
- 'Faculteit voor gezondheidswetenschappen', voorheen 'faculteit voor geneeskunde', opgericht in 1933 en in 1992 van naam veranderd toen de 'Tandartsenschool' ertoe ging behoren
- 'Faculteit voor sociale wetenschappen', opgericht als 'faculteit voor economie en recht' in 1936 en van naam veranderd toen politicologie en psychologie werden toegevoegd
- 'Faculteit voor theologie', opgericht in 1942, daarvoor werd al theologie gegeven aan de 'faculteit voor de kunsten'
- 'Faculteit voor wetenschap', opgericht in 1954
- 'Faculteit voor agrarische wetenschappen', sinds 2007 toen het 'Deense Instituut voor Agrarisch Onderzoek' werd overgenomen
- 'Handelshogeschool', opgericht in 1939 en onderdeel van de universiteit sinds 2007
- 'Nationaal Instituut voor Milieuonderzoek', onderdeel van de universiteit sinds 2007

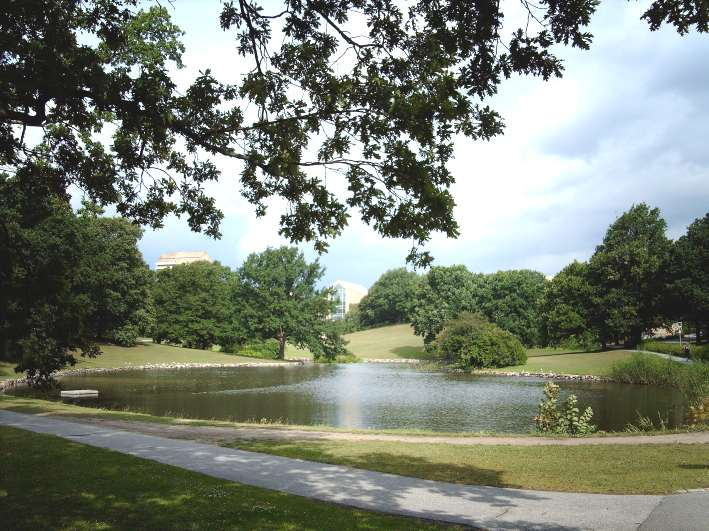
Het meer op de campus

### Onderzoekscentra
Aarhus University beschikt over 15 zogeheten 'Centres of Excellence' die ondersteund worden door het Deens Nationaal Onderzoeksinstituut en een behoorlijk aantal belangrijke onderzoekscentra. 
De 15 'Centres of Excellence' zijn:
- Centre for Membrane Pumps in Cells and Disease (PUMPKIN)
- Centre for Insoluble Protein Structures (INSPIN)
- Centre for Geomicrobiology
- Centre for Materials Crystallography (CMC)
- Centre for DNA Nanotechnology
- Centre for Functionally Integrative Neuroscience (CFIN)
- Centre on Autobiographical Memory Research (CON AMORE)
- Centre for Massive Data Algorithmics (MADALGO)
- The Water and Salt Research Centre
- Centre for Carbonate Recognition and Signaling (CARB)
- Centre for Research in Econometric Analysis of Time Series (CREATES)
- Centre for Oxygen Microscopy and Imaging (COMI)
- Centre for mRNP Biogenesis and Metabolism
- Centre for Quantum Geometry of Moduli Spaces (QGM)
- Centre for the Theory of Interactive Computation
- Center for Theoretical Chemistry (qLEAP)

Enkele andere belangrijke onderzoekscentra zijn 'MindLab' en 'iNANO'.

### International Centre
Het International Centre onderhoudt de internationale partnerschappen met andere Europese en wereldwijde universiteiten. Daarnaast combineert het Centre een wijd aanbod aan diensten voor uitwisselingsstudenten, internationale 'full-degree students' (zij die een volledige bachelor of master doen) doctoralen (PhD) en andere bezoekende professoren en geïnteresseerden. Het is vaak de eerste plek waar buitenlandse studenten langsgaan en is gesitueerd bij Dale's Cafe.

### AU Summer University
Een zomerprogramma welke in 2011 gestart is om Bachelor, Master en PhD studenten bij elkaar te brengen in een nieuwe manier van studeren. Vanaf 2011 wordt elke zomer een breed scala aan programma's aangeboden in diverse vakgebieden zoals de sociale wetenschappen, natuurwetenschappen, economie, educatie, theologie en gezondheidswetenschappen. De zomerprogramma's zijn open voor zowel Deense als buitenlandse studenten.

### Bekende alumni

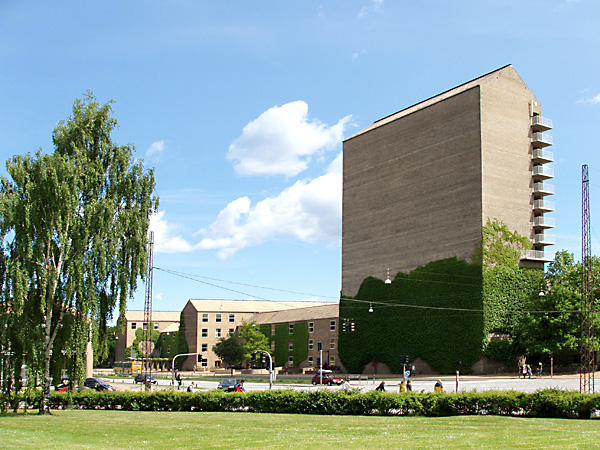
Statsbiblioteket en hoofdcampus

Een aantal bekende alumni zijn onder andere:
- Yildiz Akdogan, (MSc in Political Science 2006) Deens politicus, lid van het Deense parlement sinds 2007.
- Kroonprins Frederik, (MSc in Political Science 1995) Kroonprins van Denemarken.
- Anders Fogh Rasmussen, (MSc in Economics 1978) Minister-president van Denemarken van 2001 tot 2009. Secretaris-Generaal van de NAVO sinds augustus 2009.
- Tøger Seidenfaden, (MSc in Political Science 1983) Deense journalist. Hoofdredacteur bij Politiken (Deense krant) tussen 1993 en 2011.
- Bjarne Stroustrup, (MSc in Mathematics and Computer Science 1975) Deense uitvinder, ontwerper en originele gebruiker van de C++ programmeertaal.
- Tim Bollerslev, (MSc in Economics and Mathematics 1983) Deense econometrist. Uitvinder van het GARCH-model.
- Nils Malmros, (MD 1988) Deense filmregisseur en scriptschrijver.
- Lars Rasmussen (software developer), (MSc in Mathematics and Computer Science 1990) Deense computer wetenschapper, software ontwikkelaar en mede-oprichter van Google Maps.
- Jørgen Vig Knudstorp, (MSc 1995, PhD in 1998 in Economics) CEO van de Lego Groep

## Studentenleven
Studenten van verschillende faculteiten en studies ontmoeten elkaar in de meerdere verschillende zogeheten 'fridaybars', of in het 'Studernes Hus'. Andere plekken waar studenten samenkomen zijn de verschillende kroegen in het centrum van de stad of tijdens concerten op de campus van de universiteit.  De 'fridaybars' worden door de studenten doorgaans zelf georganiseerd en zijn betrekkelijk goedkoop, vooral vergeleken met de prijzen in het centrum. 
De universiteit heeft ook vele bibliotheken, waarvan sommige 24 uur per dag, 7 dagen per week beschikbaar zijn voor een ieder met een studentenkaart. Een reguliere database is ook beschikbaar, eveneens wanneer men beschikt over een studenten-account van de universiteit. Hierop kunnen de meeste boeken (die gedigitaliseerd zijn) gelezen worden of kan een uitlening worden aangevraagd.
Aarhus University Sports (AUS) is open voor alle studenten en organiseert vele verschillende soorten sportactiviteiten. Een aantal voorbeelden zijn badminton, jagen, schaak of schermen.

### Verenigingsleven
De universiteit kent vele verenigingen, waarvoor een goed deel ook toegankelijk is voor niet Deens-sprekende studenten, aangezien deze voornamelijk in het Engels actief zijn.

## Internationale erkenning
In recente jaren is de Universiteit bezig aan een opmars in de ranglijsten voor beste universiteiten. In de 2014 Shanghai ranking stond de universiteit op de 74ste plaats en op de 83ste plaats in de 2013 National Taiwan University Ranking. De Leiden Ranking schat de universiteit op de 77ste plaats in. De 2010 CHE Excellence Ranking includeert zeven onderzoeksgebieden, namelijk biologie, scheikunde, economie, natuurkunde, wiskunde, politieke wetenschappen en psychologie. Aarhus Universiteit heeft het predicaat 'excellent' gekregen in de gebieden van biologie, natuurkunde, wiskunde en politieke wetenschappen.

## Studentwoningen
| - Bronzealdervænget - Børglum Kollegiet - Dania kollegiet - Grundtvigs Hus Kollegiet - Hejredal Kollegiet - Herredsvej - Kirsebærhaven - Kløvergården - Kollegierne i Universitetsparken - Ladegårdskollegiet - Nørre Alle Kollegiet | - Ravnsbjerg Kollegiet - Rundhøjkollegiet - Skejbygårds Kollegiet - Skejbyparken - Skelager Kollegiet - Skjoldhøj Kollegiet - Skovkollegiet - Stenaldervej Kollegiet - Tandlægekollegiet - Teknologkollegiet - Vilhelm Kiers Kollegium |

De studentenwoningen zijn vooral binnen de stad verspreid, een aantal ligt er ook buiten. Voor sommige studenten is er accommodatie op de campus zelf. Of een student een kamer toegewezen krijgt of dat hij/zij zelf een aanmelding daarvoor moet doen hangt ervan of de student een uitwisselingsstudent is, of een zogeheten 'full-degree' doet.